# 工業地域 (用途地域)
工業地域（こうぎょうちいき）は、都市計画法による用途地域の一つで、主に工業の業務の利便の増進を図る地域である。住宅は建てることができるが、どんな工場でも建てられるため住むには適さない。

## 用途制限
用途地域による用途の制限（用途制限）に関する規制は、主に建築基準法令の規定による。以下、特記ない面積の数字については床面積の合計、階数については当該用途部分の階数について言う。
- 住宅、共同住宅、寄宿舎、下宿 - ○
- 兼用住宅 - 用途については住宅部分・店舗部分はそれぞれ別個として扱われる
- 店舗等 - 10000m²以下
- 事務所等 - ○
- ホテル・旅館 - ×
- 遊戯施設・風俗施設 - 10000m²以下
  - マージャン屋、ぱちんこ屋、射的場等、勝馬投票券発売所、場外車券売場等 - 10000m²以下
  - カラオケボックス等 - 10000m²以下
  - 劇場、映画館、演芸場、観覧場 - ×
  - キャバレー、料理店（接待を主とするもの）、ナイトクラブ、ダンスホール等 - ×
  - 風俗営業に係る公衆浴場等、ヌードスタジオ、のぞき劇場、ストリップ劇場、ラブホテル類、専ら性的な写真・物品等の販売店等 - ×
- 展示場等 - 10000m²以下
- 運動施設 - ○
- 公共施設・病院・学校等
  - 幼稚園、小学校、中学校、高等学校 - ×
  - 大学、高等専門学校、専修学校等 - ×
  - 図書館等 - ○
  - 美術館、博物館等 - ○
  - 巡査派出所、公衆電話所、郵便局 - ○
  - 神社、寺院、教会等 - ○
  - 病院 - ×
  - 公衆浴場（風俗営業を除く）、診療所、保育所等 - ○
  - 老人ホーム、身体障害者福祉ホーム等 - ○
  - 老人福祉センター、児童厚生施設等 - ○
  - 自動車教習所 - ○
  - 近隣公園内の公衆便所および休憩所、路線バスの停留所の上家 - ○
  - 自治体の支部・支所 - ○
  - 税務署、警察署、保健所、消防署等 - ○
  - 電気通信、電気、ガス、液化石油ガス、水道、下水道、都市高速鉄道、熱供給の各事業のための施設 - ○
- 車庫・倉庫等 - ○
  - 自動車車庫 - ○
  - 倉庫業を営む倉庫 - ○
  - 畜舎 - ○
- 工場 - ○
  - 危険物の貯蔵・処理 - ○
- 建築物附属物 - 単独建築物として扱われる
- 特定行政庁が用途地域における工業の利便上又は公益上必要と認め、又は公益上やむを得ないと認めて許可したもの - ○
- 卸売市場、火葬場、と畜場、汚物処理場、ごみ焼却場等 - 都市計画区域内においては都市計画決定が必要

## 建ぺい率
50%、60%のいずれかに都市計画で決定

## 容積率
100%、150%、200%、300%、400%のいずれかに都市計画で決定